# Rythmes (Andrée Chedid)
Rythmes est un recueil poétique d'Andrée Chedid. Il a été publié en 2003 aux Éditions Gallimard. 
Il a été réédité, avec une préface de Jean-Pierre Siméon, en format de poche dans la collection Poésie/Gallimard en 2018.

## Sujet du recueil
« Rythmes, récemment paru, assume bien sûr ces motifs mais, si l'on peut dire, les porte à leur extrême radicalité, ce nouveau livre constituant une synthèse, vive et assurée, des thèmes qui organisent l'oeuvre entière. Avec un art qui n'appartient qu'à elle […], Chedid interroge sans concession ni pathos le destin humain, ses misères et ses désastres autant que sa paradoxale grandeur. Plus brève et incisive que jamais, la scansion du poème est mime de tous les rythmes qui nous fondent, pulsation des cosmos, palinodies de l'histoire, volte-face et éternels retours des existences individuelles […]. »
« les vers brefs et hauts de Rythmes, composés à plus de quatre-vingts ans, témoignent de sa très exigeante quête existentielle et spirituelle. Son écriture épurée – jamais desséchée – recherche une limpidité pleine d'humanité. »

## Composition
1. Rythmes
2. La Source des mots
3. Ce corps
4. L'Escapade des saisons
5. Vie, intervalle convoité
6. La Poursuite
7. Émerveillements